# Saint-Christophe-des-Bois
Saint-Christophe-des-Bois é uma comuna francesa na região administrativa da Bretanha, no departamento Ille-et-Vilaine. Estende-se por uma área de 9,34 km². Em 2010 a comuna tinha 568 habitantes (densidade: 60,8 hab./km²).